# Direktorat
Ett direktorat är en underavdelning i en politisk administration. Exempelvis finns direktorat i flera länder som underlydande organisation åt ett ministerium. Ledaren för ett direktorat kallas ofta direktör.
I Europeiska unionen finns ett stort antal specialinriktade generaldirektorat. I Ryssland är presidentadministrationen indelad i ett antal direktorat.   